# Tasmanski tiger
Tasmanski tiger (znanstveno ime Thylacinus cynocephalus), tudi tasmanski volk ali tilacin, je izumrla vrsta vrečarja. Prvotno je živel na Tasmaniji, Avstraliji in Novi Gvineji. V Avstraliji je bil blizu izumrtja že pred prihodom prvih Evropejcev in se je kasneje obdržal le še na Tasmaniji in Novi Gvineji. Na slednji je izumrl, ko so jo začeli raziskovati pomorščaki in ga tam iztrebili, zato je ostal le še na Tasmaniji, vse do leta 1936, ko so ga iztrebili tudi tam.

## Opis
Opisi tasmanskega tigra izvirajo iz ohranjenih primerkov, fosilnih najdb, kože in okostnih ostankov ter črno-belih fotografij. Tasmanski tiger je spominjal na velikega kratkodlakega psa s tigrovimi progami ter kengurujevim repom. Odrasli tasmanski tiger je bil dolg od 100 do 130 cm, rep pa je bil dolg približno 50 do 65 cm, v višino so merili 60 cm in tehtali od 20 do 30 kg. Samci so bili večji od samic. Njegov rumeno-rjav kožuh je imel na hrbtu in spodnjem delu repa od 15 do 20 izrazitih temnih črt, po katerih so dobili ime. Imel je kratke noge in precej tog rep. Kot vsi izvorno avstralski sesalci so bili tudi tasmanski tigri vrečarji in so samice mladiče nosile v vreči.
Vsi znani posnetki živih tasmanskih tigrov v Avstraliji so bili posneti v živalskem vrtu Hobart v Tasmaniji v letih 1911, 1928 in 1933. Znana sta še dva filma, posneta v londonskem živalskem vrtu. 
Zgodnje znanstvene študije kažejo, da je imel oster vonj, ki mu je omogočil sledenje plena, vendar je analiza njegove možganske strukture pokazala, da njegov voh vseeno ni bil dobro razvit. Verjetno se je pri lovu zanašal na vid in sluh.
Tasmanski tiger je lahko odprl čeljusti v nenavadnem obsegu: do 80 stopinj. Ta sposobnost je delno razvidna iz kratkega črno-belega filma v ujetništvu iz leta 1933. Čeljusti so bile mišičaste in so imele 46 zob, vendar študije kažejo, da je bila njegova čeljust prešibka, da bi lahko z njo ubil ovco.

## Izumrtje
Razloga za izumrtje sta bila predvsem krivolov (Tasmanija) in povečana populacija konkurenčnih dingov(Avstralija). Zaradi mišljenja, da napadajo in ubijajo živino (ovce) je Tasmanska vlada bila pripravljena plačati za vsak odstrel tasmanskega tigra. Tako je Wilfred Batty leta 1930 ustrelil zadnjega, ki je prebival v divjini. Takrat se prebivalstvo še ni zavedalo, da je ta vrsta vrečarja izredno ogrožena. 6 let pozneje pa je umrl še zadnji živeči predstavnik te vrste, tasmanski tiger Benjamin v živalskem vrtu Hobart, le nekaj dni po proglasitvi te vrste kot zaščitene. Vsaj tako so mislili. Konec leta 2022 so odkrili, da je po Benjaminu v tasmanski divjini bil ulovljen še en tasmanski tiger. Stara samica je bila pripeljana v živalski vrt v Hobartu in ni bila deležna medijske pozornosti, saj je bil lov nanje takrat prepovedan. To odkritje je spremenilo pogled na izumrtje te vrste, saj zdaj vemo, da so v divjini bivali celo 6 let po domnevnem izumrtju v divjini. Glede na kratko življenjsko dobo teh vrečarjev pa je zato velika verjetnost, da so se takrat še uspeli pariti. Po letu 1936 in proti koncu 40. let 20. stoletja je bilo najdenih veliko "dokazov" za njihov obstoj v divjini (odtisi stopal, videnja ipd.) kar je, glede na zadnje odkritje, zelo verjetno, da so se obdržali dlje kot mislimo. Leta 1986, 50 let po njeni smrti, je bila vrsta uradno razglašena za izumrlo. 

## Opažanja
Kljub temu, da je vrsta uradno izumrla, nekateri verjamejo, da še živijo. Znana so številna videnja in pričanja, celo posnetki, ki naj bi dokazovali morebiten obstoj tasmanskega tigra. Avstralski muzej je leta 2002 repliciral njihov DNK, kar bi potencialno lahko omogočilo oživitev populacije enkrat v prihodnosti.

## Drugo
Leta 2011 je izšel film Lovec (The hunter), ki govori o iskanju zadnjega tasmanskega tigra, z bogato igralsko zasedbo. Obstaja tudi nekaj dokumentarnih filmov.